# Tuksono
Tuksono is een bestuurslaag in het regentschap Kulon Progo van de provincie Jogjakarta, Indonesië. Tuksono telt 7788 inwoners (volkstelling 2010).